# Zwenshambe
Zwenshambe è un villaggio del Botswana situato nel distretto Nordorientale, sottodistretto di North East. Il villaggio, secondo il censimento del 2011, conta 1.943 abitanti.